# Tiếng Gaul
Tiếng Gaul là một ngôn ngữ Celt nói ở châu Âu trước và trong thời đế quốc La Mã. Theo nghĩa hẹp, tiếng Gaul là ngôn ngữ nói của cư dân Celt ở Gaul (ngày nay là Pháp, Luxembourg, Bỉ, đa phần Thuỵ Sĩ, bắc Ý, một phần Hà Lan và Đức nằm về phía tây sông Rhine). Theo nghĩa rộng hơn, nó bao gồm cả các dạng ngôn ngữ Celt nói rải rác đa phần Trung Âu ("tiếng Nori"), một phần Balkan, và Tiểu Á ("tiếng Galatia"), which are thought to have been closely related. Tiếng Leponti khác biệt hơn ở Bắc Ý đôi lúc cũng được gộp vào tiếng Gaul.
Cùng với tiếng Leponti và tiếng Celtiberia (trên bán đảo Iberia), tiếng Gaul là một phần trong một nhóm địa lý gọi là nhóm ngôn ngữ Celt lục địa. Mối quan hệ giữa chúng, cũng như với nhóm ngôn ngữ Celt hải đảo, vẫn chưa chắc chắn và sẽ còn là chủ đề tranh luận do lượng thông tin ít ỏi.
Tiếng Gaul hiện diện trên khoảng 800 bản khắc (thường là rời rạc) trên lịch, đồ gốm, công trình tưởng niệm người đã khuất, đá khấn lên thần linh, tiền xu, vân vân... Tiếng Gaul được viết bằng chữ Hy Lạp ở miền nam Pháp và bằng một dạng chữ Ý cổ ở Bắc Ý. Sau khi người La Mã chinh phục những vùng này, người Gaul chuyển sang dùng chữ Latinh.
Từ thế kỷ V về sau, tiếng Gaul ở Tây Âu bị tiếng Latinh thường dân cũng như nhiều ngôn ngữ German lấn át. Người ta cho rằng tiếng Gaul mất hết người nói vào cuối thế kỷ VI.